# Liste von Terroranschlägen auf Moscheen
Die Liste von Terroranschlägen auf Moscheen beinhaltet eine Übersicht über auf Moscheen verübte Terroranschläge.
Zur großen Übersicht siehe Liste von Terroranschlägen.

## Erläuterung
In der Spalte Politische Ausrichtung ist die politische bzw. weltanschauliche Einordnung der Täter angegeben: faschistisch, rassistisch, nationalistisch, nationalsozialistisch, sozialistisch, kommunistisch, antiimperialistisch, islamistisch (schiitisch, sunnitisch, deobandisch, salafistisch, wahhabitisch), hinduistisch. Bei vorrangig auf staatliche Unabhängigkeit oder Autonomie zielender Ausrichtung ist autonomistisch vorangestellt, gefolgt von der Region oder der Volksgruppe und ggf. weiteren Merkmalen der Täter: armenisch, irisch (katholisch), kurdisch, tirolisch, tschetschenisch, dagestanisch, punjabisch (sikhistisch), palästinensisch.
Die Opferzahlen der Anschläge werden farbig dargestellt:

Die Zahl bei den Anschlägen getöteter/verletzter Täter ist in Klammern ( ) gesetzt.
| Staat                        | Zahl der Anschläge |
| ---------------------------- | ------------------ |
| Irak                         | 98                 |
| Pakistan                     | 52                 |
| Afghanistan                  | 34                 |
| Nigeria                      | 17                 |
| Syrien                       | 17                 |
| Iran                         | 9                  |
| Jemen                        | 9                  |
| Indien                       | 7                  |
| Algerien                     | 5                  |
| Libanon                      | 5                  |
| Zentralafrikanische Republik | 5                  |
| Kamerun                      | 3                  |
| Saudi-Arabien                | 3                  |
| Indonesien                   | 2                  |
| Libyen                       | 2                  |
| Sri Lanka                    | 2                  |
| Sudan                        | 2                  |
| Ägypten                      | 1                  |
| Burkina Faso                 | 1                  |
| Kuwait                       | 1                  |
| Marokko                      | 1                  |
| Myanmar                      | 1                  |
| Neuseeland                   | 1                  |
| Niger                        | 1                  |
| Oman                         | 1                  |
| Philippinen                  | 1                  |
| Südsudan                     | 1                  |
| Norwegen                     | 1                  |
| Somalia                      | 1                  |
| Gesamt                       | 278                |

## 1970 – 1999
| Datum/Beginn       | Betroffenes Land | Anschlag                      | Täter                               | Politische Ausrichtung                       | Mittel                                  | Ziel                      | Tote    | Verletzte | Hintergrund                     |
| ------------------ | ---------------- | ----------------------------- | ----------------------------------- | -------------------------------------------- | --------------------------------------- | ------------------------- | ------- | --------- | ------------------------------- |
| 15. Juli 1979      | Iran             | Anschlag in Chorramschahr     |                                     | autonomistisch                               | Sprengstoff                             | Moschee                   | 7       | 60        |                                 |
| 04. August 1980    | Iran             | Anschlag in Hamadan           | Organization for Purging the Majlis | religiös                                     | Sprengstoff                             | Moschee                   | 0       | 21        |                                 |
| 03. April 1981     | Iran             | Anschlag in Ghom              |                                     |                                              | Sprengstoff                             | Moschee                   | 0       | 23        |                                 |
| 05. August 1983    | Libanon          | Anschlag in Tripoli           |                                     |                                              | Autobombe                               | Moschee                   | 24      | 50        | Libanesischer Bürgerkrieg       |
| 01. Februar 1985   | Libanon          | Anschlag in Tripoli           |                                     |                                              | Autobombe                               | Moschee                   | 10      | 60        | Libanesischer Bürgerkrieg       |
| 04. März 1985      | Libanon          | Anschlag in Süd-Libanon       |                                     |                                              | Sprengstoff                             | Moschee                   | 15      | 55        | Libanesischer Bürgerkrieg       |
| 16. August 1986    | Iran             | Anschlag in Ghom              |                                     |                                              | Autobombe                               | Moschee                   | 13      | 100       |                                 |
| 03. August 1990    | Sri Lanka        | Anschlag in Kattankudy        | vermutlich LTTE                     | autonomistisch, tamilisch-sozialistisch      | Automatische Schusswaffe(n)             | Moscheen                  | 147+    | 100       | Bürgerkrieg in Sri Lanka        |
| 22. März 1991      | Indien           | Anschlag in Jammu             |                                     |                                              | Sprengstoff                             | Moschee                   | 3       | 30        |                                 |
| 05. April 1992     | Myanmar          | Anschlag im Rakhaing-Staat    |                                     |                                              | Granate                                 | Moschee                   | 30      | 0         | Bewaffnete Konflikte in Myanmar |
| 21. Januar 1994    | Pakistan         | Anschlag in Multan            |                                     |                                              | Automatische Schusswaffe(n), Granate(n) | Moschee                   | 7       | 20        |                                 |
| 04. Februar 1994   | Sudan            | Anschlag in Omdurman          |                                     |                                              | Automatische Schusswaffen               | Moschee                   | 16      | 20        |                                 |
| 22. April 1994     | Pakistan         | Anschlag in Lahore            |                                     |                                              | Granate(n)                              | Moschee                   | 0       | 22        |                                 |
| 20. Juni 1994      | Iran             | Anschlag in Maschhad          |                                     |                                              | Sprengstoff                             | Imam-Reza-Schrein         | 70      | 100       |                                 |
| 12. Juli 1994      | Pakistan         | Anschlag in Lahore            |                                     |                                              | Sprengstoff                             | Moschee                   | 2       | 26        |                                 |
| 26. November 1994  | Pakistan         | Anschlag in Lahore            |                                     |                                              | Granate(n), Automatische Pistole(n)     | Moschee                   | 2       | 20        |                                 |
| 05. Februar 1995   | Pakistan         | Anschlag in Karatschi         |                                     |                                              | Schusswaffen                            | Moschee                   | 8       | 25        |                                 |
| 10. März 1995      | Pakistan         | Anschlag in Karatschi         |                                     |                                              | Autobombe                               | Moschee                   | 12      | 26        |                                 |
| 22. Oktober 1995   | Saudi-Arabien    | Anschlag in Tabuk             |                                     |                                              | Sprengsätze                             | Moschee                   | 7       | 101       |                                 |
| 22. September 1996 | Pakistan         | Anschlag in Multan            | Schiitische Extremisten             |                                              | Automatische Schusswaffe(n)             | Moschee                   | 21      | 33        |                                 |
| 18. Januar 1997    | Algerien         | Anschlag in der Provinz Jijel | Islamisten                          | islamistisch                                 | Messer                                  | Moschee                   | 49      | 0         | Algerischer Bürgerkrieg         |
| 06. August 1997    | Pakistan         | Anschlag in Multan            |                                     |                                              | Sprengstoff                             | Moschee                   | 3       | 30        |                                 |
| 08. August 1997    | Algerien         | Anschlag in El Djelfa         |                                     |                                              | Sprengstoff                             | Moschee                   | 10      | 20        | Algerischer Bürgerkrieg         |
| 28. August 1997    | Algerien         | Anschlag in Algier            |                                     |                                              | Sprengstoff                             | Moschee                   | 8       | 22        | Algerischer Bürgerkrieg         |
| 14. November 1997  | Algerien         | Anschlag in Algier            |                                     |                                              | Sprengstoff                             | Moschee                   | 2       | 37        | Algerischer Bürgerkrieg         |
| 11. Januar 1998    | Algerien         | Anschlag in Algier            | GIA                                 | salafistisch, wahhabitisch                   | 2 Sprengsätze                           | Kino, Moschee, Zivilisten | 120–400 |           | Algerischer Bürgerkrieg         |
| 27. Oktober 1998   | Pakistan         | Anschlag in Sialkot           |                                     |                                              | Sprengsatz                              | Moschee                   | 3       | 40        |                                 |
| 05. Januar 1999    | Pakistan         | Anschlag in Punjab            | vermutlich Lashkar-e-Jhangvi        | deobandisch-fundamentalistisch, salafistisch | Schusswaffen                            | Moschee                   | 19      | 25        |                                 |

## 2000 – 2004
| Datum/Beginn       | Betroffenes Land | Anschlag                 | Täter                           | Politische Ausrichtung                       | Mittel                      | Ziel                                       | Tote    | Verletzte | Hintergrund                   |
| ------------------ | ---------------- | ------------------------ | ------------------------------- | -------------------------------------------- | --------------------------- | ------------------------------------------ | ------- | --------- | ----------------------------- |
| 28. Januar 2000    | Pakistan         | Anschlag in Karatschi    |                                 |                                              | Sprengsatz                  | Moschee                                    | 4       | 28        |                               |
| 08. Dezember 2000  | Sudan            | Anschlag in al-Chartum   | vermutlich at-Takfir wa-l-Higra | islamistisch                                 | Schusswaffen                | Moschee                                    | 20 (+1) | 40        |                               |
| 04. Mai 2001       | Afghanistan      | Anschlag in Herat        |                                 |                                              | Sprengstoff                 | Moschee                                    | 10      | 30        | Krieg in Afghanistan          |
| 08. Juni 2001      | Indien           | Anschlag in Badgam       |                                 |                                              | Granate                     | Moschee                                    | 4       | 50        | Aufstand in Kaschmir          |
| 01. April 2002     | Pakistan         | Anschlag in Chaman       |                                 |                                              | Granate                     | Moschee, Muslimische Zivilisten            | 2       | 35        |                               |
| 25. April 2002     | Pakistan         | Anschlag in Punjab       |                                 |                                              | Sprengsatz                  | Moschee                                    | 12      | 20        |                               |
| 15. September 2002 | Indonesien       | Anschlag in Maluku Utara |                                 |                                              | Schusswaffen, Brandstiftung | Kirchen, Moscheen, Wohngebäude, Zivilisten | 2       | 36        |                               |
| 04. Juli 2003      | Pakistan         | Anschlag in Quetta       | Lashkar-e-Jhangvi               | deobandisch-fundamentalistisch, salafistisch | Schusswaffen, Granaten      | Moschee                                    | 50 (+3) | 65+       |                               |
| 09. Januar 2004    | Irak             | Anschlag in Baquba       |                                 |                                              | Sprengsatz                  | Moschee                                    | 5       | 37        | Irakischer Widerstand         |
| 09. Januar 2004    | Indien           | Anschlag in Jammu        |                                 |                                              | Granate                     | Moschee                                    | 2       | 20        | Aufstand in Kaschmir          |
| 07. Mai 2004       | Pakistan         | Anschlag in Karatschi    | vermutlich Lashkar-e-Jhangvi    | deobandisch-fundamentalistisch, salafistisch | Selbstmordattentäter        | Schiitische Moschee                        | 17 (+1) | 100+      | Konflikt in Nordwest-Pakistan |
| 26. August 2004    | Irak             | Anschlag in Kufa         |                                 |                                              | Mörser                      | Moschee                                    | 27      | 63        | Irakischer Widerstand         |
| 01. Oktober 2004   | Pakistan         | Anschlag in Sialkot      |                                 |                                              | Selbstmordattentäter        | Moschee                                    | 30 (+1) | 51        | Konflikt in Nordwest-Pakistan |
| 01. November 2004  | Indien           | Anschlag in Shopian      |                                 |                                              | Granate                     | Moschee                                    | 0       | 21        | Aufstand in Kaschmir          |

## 2005
| Datum/Beginn       | Betroffenes Land | Anschlag                 | Täter           | Politische Ausrichtung                  | Mittel                                                    | Ziel                                         | Tote    | Verletzte | Hintergrund                   |
| ------------------ | ---------------- | ------------------------ | --------------- | --------------------------------------- | --------------------------------------------------------- | -------------------------------------------- | ------- | --------- | ----------------------------- |
| 11. Februar 2005   | Irak             | Anschlag in Diyala       |                 |                                         | Selbstmordattentäter mit Autobombe                        | Moschee                                      | 13 (+1) | 22        | Irakischer Widerstand         |
| 18. Februar 2005   | Irak             | Anschlag in Bagdad       |                 |                                         | 3 Selbstmordattentäter, Selbstmordattentäter auf Motorrad | Moscheen, Beerdigung                         | 19 (+4) | 78        | Irakischer Widerstand         |
| 10. März 2005      | Irak             | Anschlag in Mossul       |                 |                                         | Selbstmordattentäter                                      | Moschee                                      | 46 (+1) | 80        | Irakischer Widerstand         |
| 22. April 2005     | Irak             | Anschlag in Bagdad       |                 |                                         | Autobombe                                                 | Moschee                                      | 9       | 28        | Irakischer Widerstand         |
| 23. Mai 2005       | Irak             | Anschlag in Babil        |                 |                                         | Selbstmordattentäter mit Autobombe                        | Moschee                                      | 7 (+1)  | 23        | Irakischer Widerstand         |
| 30. Mai 2005       | Pakistan         | Anschlag in Karatschi    |                 |                                         | 3 Selbstmordattentäter, Automatische Schusswaffen         | Moschee                                      | 2 (+3)  | 23        | Konflikt in Nordwest-Pakistan |
| 23. Juni 2005      | Irak             | Anschlag in Bagdad       |                 |                                         | Selbstmordattentäter mit Autobomben                       | Moscheen, Polizeistreife, Zivilisten         | 19 (+1) | 50        | Irakischer Widerstand         |
| 16. Juli 2005      | Irak             | Anschlag in Babil        |                 |                                         | Selbstmordattentäter                                      | Tankwagen an Tankstelle, Moschee, Zivilisten | 53 (+1) | 82        | Irakischer Widerstand         |
| 16. September 2005 | Irak             | Anschlag in Tuz Churmatu |                 |                                         | Selbstmordattentäter mit Autobombe                        | Moschee                                      | 10      | 21        | Irakischer Widerstand         |
| 29. September 2005 | Irak             | Anschlag in Salah ad-Din |                 |                                         | 3 Selbstmordattentäter mit Autobomben                     | Gemüsemarkt, Moschee, Verkehr                | 62 (+3) | 70        | Irakischer Widerstand         |
| 05. Oktober 2005   | Irak             | Anschlag in Hilla        |                 |                                         | Autobombe, Sprengsatz                                     | Moschee                                      | 25      | 87        | Irakischer Widerstand         |
| 09. November 2005  | Irak             | Anschlag in Bagdad       |                 |                                         | 2 Autobomben                                              | Polizeistation, Moschee                      | 5       | 25        | Irakischer Widerstand         |
| 18. November 2005  | Irak             | Anschlag in Diyala       |                 |                                         | 2 Selbstmordattentäter                                    | Schiitische Moscheen                         | 75 (+2) | 90        | Irakischer Widerstand         |
| 18. November 2005  | Sri Lanka        | Anschlag in Ampara       | vermutlich LTTE | autonomistisch, tamilisch-sozialistisch | 2 Granaten                                                | Moschee                                      | 4       | 25        | Bürgerkrieg in Sri Lanka      |

## 2006
| Datum/Beginn       | Betroffenes Land | Anschlag                      | Täter                        | Politische Ausrichtung                                                                      | Mittel                                           | Ziel                     | Tote    | Verletzte | Hintergrund           |
| ------------------ | ---------------- | ----------------------------- | ---------------------------- | ------------------------------------------------------------------------------------------- | ------------------------------------------------ | ------------------------ | ------- | --------- | --------------------- |
| 28. Januar 2006    | Philippinen      | Anschlag in Jolo              |                              |                                                                                             | Schusswaffen                                     | Moschee                  | 0       | 20        | Moro-Konflikt         |
| 10. Februar 2006   | Irak             | Anschlag in Bagdad            |                              |                                                                                             | Autobombe, Schusswaffen                          | Moschee                  | 10      | 31        | Irakischer Widerstand |
| 28. Februar 2006   | Irak             | Anschlag in Bagdad            |                              |                                                                                             | Autobombe                                        | Moschee                  | 23      | 55        | Irakischer Widerstand |
| 03. April 2006     | Irak             | Anschlag in Bagdad            |                              |                                                                                             | Autobombe                                        | Moschee                  | 10      | 38        | Irakischer Widerstand |
| 07. April 2006     | Irak             | Anschlag in Bagdad            | al-Qaida im Irak             | salafistisch, wahhabitisch, panislamisch, antikommunistisch, antizionistisch, antisemitisch | 3 Selbstmordattentäter                           | Moschee                  | 87 (+3) |           | Irakischer Widerstand |
| 12. April 2006     | Irak             | Anschlag in Diyala            |                              |                                                                                             | Selbstmordattentäter mit Autobombe               | Schiitische Moschee      | 31 (+1) | 70        | Irakischer Widerstand |
| 15. Juni 2006      | Irak             | Anschlag in Tikrit            |                              |                                                                                             | Schusswaffen                                     | Moschee                  | 4       | 20        | Irakischer Widerstand |
| 07. Juli 2006      | Irak             | Anschlag in Ninawa            |                              |                                                                                             | Autobombe                                        | Moschee                  | 9       | 59        | Irakischer Widerstand |
| 10. August 2006    | Irak             | Anschlag in Nadschaf          |                              |                                                                                             | Selbstmordattentäter                             | Moschee                  | 34 (+1) | 122       | Irakischer Widerstand |
| 07. September 2006 | Irak             | Anschlag in Bagdad            |                              |                                                                                             | 2 Selbstmordattentäter mit Autobomben, Autobombe | Polizeistreifen, Moschee | 21 (+2) | 64        | Irakischer Widerstand |
| 10. November 2006  | Indien           | Anschlag in Jammu und Kashmir | vermutlich Hizbul Mujahideen | autonomistisch, islamistisch                                                                | Granate                                          | Moschee                  | 4       | 40        | Aufstand in Kaschmir  |
| 13. Dezember 2006  | Irak             | Anschlag in Bagdad            |                              |                                                                                             | Autobombe                                        | Moschee                  | 10      | 26        | Irakischer Widerstand |
| 27. Dezember 2006  | Irak             | Anschlag in Bagdad            |                              |                                                                                             | Autobombe                                        | Moschee                  | 17      | 35        | Irakischer Widerstand |

## 2007
| Datum/Beginn       | Betroffenes Land | Anschlag              | Täter                       | Politische Ausrichtung                                                                      | Mittel                              | Ziel                             | Tote    | Verletzte | Hintergrund                   |
| ------------------ | ---------------- | --------------------- | --------------------------- | ------------------------------------------------------------------------------------------- | ----------------------------------- | -------------------------------- | ------- | --------- | ----------------------------- |
| 30. Januar 2007    | Irak             | Anschlag in Diyala    |                             |                                                                                             | Selbstmordattentäter                | Moschee                          | 23 (+1) |           | Irakischer Widerstand         |
| 24. Februar 2007   | Irak             | Anschlag in al-Anbar  |                             |                                                                                             | Autobombe                           | Moschee                          | 35      | 60        | Irakischer Widerstand         |
| 19. März 2007      | Irak             | Anschlag in Kirkuk    |                             |                                                                                             | Autobomben, Artillerie, Sprengstoff | Moscheen, Polizisten, Zivilisten | 13      | 50        | Irakischer Widerstand         |
| 19. März 2007      | Irak             | Anschlag in Bagdad    |                             |                                                                                             | Selbstmordattentäter                | Moschee                          | 5       | 25        | Irakischer Widerstand         |
| 06. April 2007     | Jemen            | Anschlag in ʿAmrān    |                             |                                                                                             | Brandstiftung                       | Moschee                          | 0       | 33        |                               |
| 18. Mai 2007       | Indien           | Anschlag in Hyderabad |                             |                                                                                             | 3 Sprengsätze                       | Moschee                          | 13      | 64        |                               |
| 04. Juli 2007      | Pakistan         | Anschlag in Islamabad | vermutlich Islamisten       | islamistisch                                                                                | Schusswaffen, Entführung            | Moschee, Journalisten            | 7       | 207       | Konflikt in Nordwest-Pakistan |
| 10. Juli 2007      | Pakistan         | Anschlag in Islamabad | vermutlich Islamisten       | islamistisch                                                                                | Schusswaffen                        | Moschee                          | 96      | 35        | Konflikt in Nordwest-Pakistan |
| 24. September 2007 | Irak             | Anschlag in Baquba    | vermutlich al-Qaida im Irak | salafistisch, wahhabitisch, panislamisch, antikommunistisch, antizionistisch, antisemitisch | Selbstmordattentäter                | Moschee                          | 19 (+1) | 30        | Irakischer Widerstand         |
| 09. Oktober 2007   | Irak             | Anschlag in Bagdad    |                             |                                                                                             | Autobombe                           | Moschee                          | 6       | 29        | Irakischer Widerstand         |
| 05. Dezember 2007  | Irak             | Anschlag in Bagdad    |                             |                                                                                             | Autobombe                           | Moschee                          | 15      | 28        | Irakischer Widerstand         |
| 06. Dezember 2007  | Irak             | Anschlag in Bagdad    |                             |                                                                                             | Autobombe                           | Moschee                          | 18      | 20        | Irakischer Widerstand         |
| 27. Dezember 2007  | Pakistan         | Anschlag in Charsadda |                             |                                                                                             | Selbstmordattentäter                | Moschee                          | 71 (+1) | 100+      | Konflikt in Nordwest-Pakistan |

## 2008
| Datum/Beginn       | Betroffenes Land | Anschlag                       | Täter                                       | Politische Ausrichtung                                                                      | Mittel                                                   | Ziel                            | Tote    | Verletzte | Hintergrund                   |
| ------------------ | ---------------- | ------------------------------ | ------------------------------------------- | ------------------------------------------------------------------------------------------- | -------------------------------------------------------- | ------------------------------- | ------- | --------- | ----------------------------- |
| 17. Januar 2008    | Pakistan         | Anschlag in Peschawar          |                                             |                                                                                             | Selbstmordattentäter                                     | Moschee                         | 8 (+1)  | 20        | Konflikt in Nordwest-Pakistan |
| 12. April 2008     | Iran             | Anschlag in Schiras            | Jihadi Movement of the Sunna People of Iran |                                                                                             | Sprengsatz                                               | Moschee                         | 12      | 200       |                               |
| 17. April 2008     | Afghanistan      | Anschlag in Sarandsch          |                                             |                                                                                             | Selbstmordattentäter                                     | Moschee                         | 24 (+1) | 30+       | Krieg in Afghanistan          |
| 02. Mai 2008       | Jemen            | Anschlag in Sadah              |                                             |                                                                                             | Motorradbombe                                            | Moschee                         | 15      | 60        |                               |
| 30. Mai 2008       | Jemen            | Anschlag in ʿAmrān             |                                             |                                                                                             | Sturmgewehr                                              | Moschee                         | 8       | 26        |                               |
| 25. Juli 2008      | Libanon          | Anschlag in Tripoli            |                                             |                                                                                             | Automatische Schusswaffen, Panzerfäuste, Mörser, Raketen | Moschee, Parteimitglieder       | 8       | 33        | Libanonkrise 2008             |
| 10. September 2008 | Pakistan         | Anschlag in Khyber Pakhtunkhwa |                                             |                                                                                             | Schusswaffen, Granaten                                   | Moschee                         | 25      | 50        | Konflikt in Nordwest-Pakistan |
| 28. September 2008 | Irak             | Anschlag in Bagdad             | vermutlich al-Qaida im Irak                 | salafistisch, wahhabitisch, panislamisch, antikommunistisch, antizionistisch, antisemitisch | Selbstmordattentäter, 2 Autobomben                       | Polizisten, Zivilisten, Moschee | 27 (+1) | 85+       | Irakischer Widerstand         |
| 29. September 2008 | Indien           | Anschlag in Malegaon           |                                             |                                                                                             | Motorradbombe                                            | Hotel, Moschee                  | 4       | 61        |                               |
| 02. Oktober 2008   | Irak             | Anschlag in Bagdad             |                                             |                                                                                             | Selbstmordattentäter                                     | Moschee                         | 12 (+1) | 25        | Irakischer Widerstand         |
| 28. November 2008  | Irak             | Anschlag in Babil              | vermutlich Islamic State of Iraq            | salafistisch, wahhabitisch                                                                  | Selbstmordattentäter                                     | Moschee                         | 12 (+1) | 23        | Irakischer Widerstand         |

## 2009
| Datum/Beginn       | Betroffenes Land | Anschlag                       | Täter                            | Politische Ausrichtung                                     | Mittel                               | Ziel                | Tote    | Verletzte | Hintergrund                   |
| ------------------ | ---------------- | ------------------------------ | -------------------------------- | ---------------------------------------------------------- | ------------------------------------ | ------------------- | ------- | --------- | ----------------------------- |
| 03. Februar 2009   | Pakistan         | Anschlag in Dera Ismail Khan   |                                  |                                                            | Granate                              | Moschee             | 1       | 25        | Konflikt in Nordwest-Pakistan |
| 27. März 2009      | Pakistan         | Anschlag nahe Jamrud           | vermutlich TTP                   | deobandisch, islamisch-fundamentalistisch                  | Selbstmordattentäter                 | Moschee             | 56 (+1) | 158       | Konflikt in Nordwest-Pakistan |
| 05. April 2009     | Pakistan         | Anschlag in Chakwal            | vermutlich TTP                   | deobandisch, islamisch-fundamentalistisch                  | Selbstmordattentäter                 | Moschee             | 24 (+1) | 140       | Konflikt in Nordwest-Pakistan |
| 07. April 2009     | Irak             | Anschlag in Bagdad             | vermutlich ISI                   | salafistisch, wahhabitisch                                 | Autobombe                            | Moschee, Zivilisten | 9       | 20        | Irakischer Widerstand         |
| 29. Mai 2009       | Iran             | Anschlag in Zahedan            |                                  |                                                            | Sprengsatz                           | Moschee             | 20      | 50        |                               |
| 05. Juni 2009      | Pakistan         | Anschlag in Khyber Pakhtunkhwa | vermutlich TTP                   | deobandisch, islamisch-fundamentalistisch                  | Selbstmordattentäter                 | Moschee             | 30 (+1) | 60        | Konflikt in Nordwest-Pakistan |
| 20. Juni 2009      | Irak             | Anschlag in Tuz Churmatu       | vermutlich Islamic State of Iraq | salafistisch, wahhabitisch                                 | Selbstmordattentäter mit Autobombe   | Moschee             | 82 (+1) | 211       | Irakischer Widerstand         |
| 31. Juli 2009      | Irak             | Anschlag in Bagdad             | vermutlich Islamic State of Iraq | salafistisch, wahhabitisch                                 | Autobombe                            | Moschee             | 24      | 107       | Irakischer Widerstand         |
| 07. August 2009    | Irak             | Anschlag in Ninawa             |                                  |                                                            | Selbstmordattentäter mit Autobombe   | Moschee             | 39 (+1) | 276       | Irakischer Widerstand         |
| 02. September 2009 | Afghanistan      | Anschlag in Laghman            | Taliban                          | deobandisch-fundamentalistisch, paschtunisch, islamistisch | Selbstmordattentäter                 | Moschee             | 18 (+1) | 35        | Krieg in Afghanistan          |
| 07. September 2009 | Irak             | Anschlag in Baquba             |                                  |                                                            | Selbstmordattentäter                 | Moschee             | 5 (+1)  | 20        | Irakischer Widerstand         |
| 16. Oktober 2009   | Irak             | Anschlag in Tal Afar           |                                  |                                                            | Selbstmordattentäterin               | Moschee             | 12 (+1) | 75        | Irakischer Widerstand         |
| 04. Dezember 2009  | Pakistan         | Anschlag in Rawalpindi         | vermutlich TTP                   | deobandisch, islamisch-fundamentalistisch                  | 2 Selbstmordattentäter, Schusswaffen | Moschee             | 30 (+2) |           | Konflikt in Nordwest-Pakistan |
| 18. Dezember 2009  | Pakistan         | Anschlag in Khyber Pakhtunkhwa |                                  |                                                            | Selbstmordattentäter mit Autobombe   | Moschee             | 11 (+1) | 29        | Konflikt in Nordwest-Pakistan |
| 27. Dezember 2009  | Pakistan         | Anschlag in Muzaffarabad       |                                  |                                                            | Selbstmordattentäter                 | Moschee             | 10 (+1) | 81        | Aufstand in Kaschmir          |

## 2010
| Datum/Beginn       | Betroffenes Land | Anschlag                       | Täter                                          | Politische Ausrichtung                                                                      | Mittel                                                                      | Ziel                               | Tote    | Verletzte | Hintergrund                   |
| ------------------ | ---------------- | ------------------------------ | ---------------------------------------------- | ------------------------------------------------------------------------------------------- | --------------------------------------------------------------------------- | ---------------------------------- | ------- | --------- | ----------------------------- |
| 14. Januar 2010    | Irak             | Anschlag in Kufa               |                                                |                                                                                             | Autobombe, 2 Sprengsätze                                                    | Moschee, Markt                     | 15      | 80        | Irakischer Widerstand         |
| 18. Februar 2010   | Pakistan         | Anschlag in Khyber Pakhtunkhwa |                                                |                                                                                             | Sprengstoff                                                                 | Moschee                            | 28 (+1) | 50        | Konflikt in Nordwest-Pakistan |
| 13. März 2010      | Afghanistan      | Anschlag in Kandahar           | Taliban                                        | deobandisch-fundamentalistisch, paschtunisch, islamistisch                                  | 4 Selbstmordattentäter, 2 Autobomben, Sprengsatz                            | Gefängnis, Moschee, Bushaltestelle | 43 (+4) | 79        | Krieg in Afghanistan          |
| 23. April 2010     | Irak             | Anschlag in Bagdad             | vermutlich al-Qaida im Irak                    | salafistisch, wahhabitisch, panislamisch, antikommunistisch, antizionistisch, antisemitisch | 3 Autobomben                                                                | Moscheen                           | 9       | 25        | Irakischer Widerstand         |
| 28. Mai 2010       | Pakistan         | Anschlag in Lahore             | TTP                                            | deobandisch, islamisch-fundamentalistisch                                                   | 11 Selbstmordattentäter, Granaten, Schusswaffen, Sprengsätze, Motorradbombe | 2 Moscheen, Polizisten             | 84 (+5) | 120+      | Konflikt in Nordwest-Pakistan |
| 07. Juli 2010      | Irak             | Anschlag in Bagdad             |                                                |                                                                                             | Selbstmordattentäter, Sprengsatz                                            | Moschee, Pilger                    | 42 (+1) | 236       | Irakischer Widerstand         |
| 15. Juli 2010      | Iran             | Anschlag in Zahedan            | Mohammad Rigi, Abdolbasset Rigi (Dschundollah) | salafistisch-dschihadistisch, regierungsfeindlich, belutschisch-nationalistisch             | 2 Selbstmordattentäter                                                      | Moschee, Versammlung               | 28 (+2) | 300+      |                               |
| 21. Juli 2010      | Irak             | Anschlag nahe Baquba           |                                                |                                                                                             | Autobombe                                                                   | Moschee                            | 30      | 46        | Irakischer Widerstand         |
| 23. August 2010    | Pakistan         | Anschlag in Khyber Pakhtunkhwa |                                                |                                                                                             | Selbstmordattentäter                                                        | Moschee                            | 40 (+1) | 30        | Konflikt in Nordwest-Pakistan |
| 05. September 2010 | Afghanistan      | Anschlag in Ghazni             | vermutlich Taliban                             | deobandisch-fundamentalistisch, paschtunisch, islamistisch                                  | Sprengsatz                                                                  | Moschee                            | 0       | 45        | Krieg in Afghanistan          |
| 22. Oktober 2010   | Pakistan         | Anschlag in Peschawar          |                                                |                                                                                             | Sprengsatz                                                                  | Moschee                            | 5       | 22        | Konflikt in Nordwest-Pakistan |
| 05. November 2010  | Pakistan         | Anschlag in Darra Adam Khel    | TTP                                            | deobandisch, islamisch-fundamentalistisch                                                   | Selbstmordattentäter                                                        | Moschee                            | 95 (+1) | 27        | Konflikt in Nordwest-Pakistan |
| 05. November 2010  | Pakistan         | Anschlag in Peschawar          |                                                |                                                                                             | 3 Granaten                                                                  | Moschee                            | 3       | 20        | Konflikt in Nordwest-Pakistan |

## 2011
| Datum/Beginn    | Betroffenes Land | Anschlag               | Täter                             | Politische Ausrichtung                    | Mittel                             | Ziel                     | Tote    | Verletzte | Hintergrund                   |
| --------------- | ---------------- | ---------------------- | --------------------------------- | ----------------------------------------- | ---------------------------------- | ------------------------ | ------- | --------- | ----------------------------- |
| 15. April 2011  | Indonesien       | Anschlag in Cirebon    | vermutlich Jamaah Ansharut Tauhid |                                           | Selbstmordattentäter               | Moschee in Polizeianlage | 0 (+1)  | 29        |                               |
| 28. April 2011  | Marokko          | Anschlag in Marrakesch | Moroccan Islamic Combatant Group  | islamistisch                              | Selbstmordattentäter               | Moschee                  | 17      | 24        |                               |
| 03. Juni 2011   | Irak             | Anschlag in Tikrit     | ISI                               | salafistisch, wahhabitisch                | Selbstmordattentäter               | Moschee                  | 19 (+1) | 72        | Irakischer Widerstand         |
| 11. August 2011 | Irak             | Anschlag in Ramadi     |                                   |                                           | 2 Sprengsätze                      | Moschee                  | 4       | 23        | Irakischer Widerstand         |
| 19. August 2011 | Pakistan         | Anschlag in Jamrud     | TTP                               | deobandisch, islamisch-fundamentalistisch | Selbstmordattentäter               | Moschee, Zivilisten      | 56 (+1) | 123       | Konflikt in Nordwest-Pakistan |
| 25. August 2011 | Irak             | Anschlag in Basra      |                                   |                                           | Selbstmordattentäter mit Autobombe | Moschee                  | 3 (+1)  | 35        | Irakischer Widerstand         |
| 28. August 2011 | Irak             | Anschlag in Bagdad     |                                   |                                           | Selbstmordattentäter               | Moschee                  | 24 (+1) | 30        | Irakischer Widerstand         |

## 2012
| Datum/Beginn       | Betroffenes Land | Anschlag                 | Täter            | Politische Ausrichtung                                                                      | Mittel | Ziel | Tote     | Verletzte | Hintergrund                        |
| ------------------ | ---------------- | ------------------------ | ---------------- | ------------------------------------------------------------------------------------------- | --- | --- | -------- | --------- | ---------------------------------- |
| 27. April 2012     | Syrien           | Anschlag in Damaskus     | al-Nusra-Front   | salafistisch, wahhabitisch                                                                  | Selbstmordattentäter | Moschee, Polizisten | 11 (+3)  | 28        | Bürgerkrieg in Syrien seit 2011    |
| 13. Juni 2012      | Irak             | Anschlagsserie           | al-Qaida im Irak | salafistisch, wahhabitisch, panislamisch, antikommunistisch, antizionistisch, antisemitisch | Selbstmordattentäter mit Autobombe, Autobomben, Schusswaffen, Sprengsätze, Haftbombe                                    | Restaurant, Polizeiakademie, Moschee, Polizisten, Markt, Polizeistreifen, Militärpatrouillen, Kontrollpunkt, Polizeigebäude, Parteibüro | 72 (+1)  | 281       | Aufstand im Irak (nach US-Rückzug) |
| 28. Juni 2012      | Irak             | Anschlag in Baquba       | al-Qaida im Irak | salafistisch, wahhabitisch, panislamisch, antikommunistisch, antizionistisch, antisemitisch | Autobombe | Moschee | 6        | 51        | Aufstand im Irak (nach US-Rückzug) |
| 23. Juli 2012      | Irak             | Anschlagsserie           | al-Qaida im Irak | salafistisch, wahhabitisch, panislamisch, antikommunistisch, antizionistisch, antisemitisch | Schusswaffen, Mörser, Autobomben, Sprengsätze, Selbstmordattentäter, Motorradbomben, Selbstmordattentäter mit Autobombe | Militärkasernen, Wohnviertel, Polizisten, Restaurant, Regierungsgebäude, Moschee, Wohngebäude, Arbeiter, Medizinisches Zentrum, Minibus, Militärpatrouille, Märkte, Kontrollpunkte, Tankstelle, Polizeistation, Krankenhaus, Café, Polizeistreife | 108 (+2) | 301       | Aufstand im Irak (nach US-Rückzug) |
| 10. August 2012    | Irak             | Anschlag nahe Mossul     |                  |                                                                                             | Selbstmordattentäter mit Autobombe                                                                                      | Moschee | 3 (+1)   | 20        | Aufstand im Irak (nach US-Rückzug) |
| 07. September 2012 | Irak             | Anschlag in Kirkuk       |                  |                                                                                             | 3 Autobomben, 3 Sprengsätze                                                                                             | Polizeistreife, Moscheen, Ersthelfer | 8        | 70        | Aufstand im Irak (nach US-Rückzug) |
| 09. September 2012 | Irak             | Anschlagsserie           | al-Qaida im Irak | salafistisch, wahhabitisch, panislamisch, antikommunistisch, antizionistisch, antisemitisch | Autobomben, Schusswaffen, Sprengsätze                                                                                   | Café, Restaurant, Märkte, Polizeirekrutierungszentrum, Regierungsgebäude, Fahrzeug, Soldat, Französisches Konsulat, Hotel, Polizeipersonal, Polizeikonvoi, Kontrollpunkte, Regierungskonvoi, Polizeistation, Moschee, Zivilisten                  | 98       | 457       | Aufstand im Irak (nach US-Rückzug) |
| 26. Oktober 2012   | Afghanistan      | Anschlag in Faryab       | Taliban          | deobandisch-fundamentalistisch, paschtunisch, islamistisch                                  | Selbstmordattentäter | Moschee | 41 (+1)  | 50        | Krieg in Afghanistan               |
| 08. November 2012  | Syrien           | Anschlag in Damaskus     |                  |                                                                                             | Autobombe | Moschee | 3        | 24        | Bürgerkrieg in Syrien seit 2011    |
| 27. November 2012  | Irak             | Anschlag in Bagdad       |                  |                                                                                             | 3 Autobomben | Moscheen | 21       | 41        | Aufstand im Irak (nach US-Rückzug) |
| 16. Dezember 2012  | Irak             | Anschlag in Kirkuk       |                  |                                                                                             | 3 Autobomben | Moscheen, Fernsehsender | 6        | 30        | Aufstand im Irak (nach US-Rückzug) |
| 17. Dezember 2012  | Irak             | Anschlag in Tuz Churmatu |                  |                                                                                             | 2 Autobomben | Moschee | 5        | 26        | Aufstand im Irak (nach US-Rückzug) |

## 2013
| Datum/Beginn       | Betroffenes Land             | Anschlag                       | Täter                                   | Politische Ausrichtung                                                                      | Mittel | Ziel | Tote    | Verletzte | Hintergrund                        |
| ------------------ | ---------------------------- | ------------------------------ | --------------------------------------- | ------------------------------------------------------------------------------------------- | --- | --- | ------- | --------- | ---------------------------------- |
| 16. Januar 2013    | Irak                         | Anschlagsserie                 | al-Qaida im Irak                        | salafistisch, wahhabitisch, panislamisch, antikommunistisch, antizionistisch, antisemitisch | 2 Selbstmordattentäter mit Autobombe, Autobomben, Schusswaffen, Sprengsätze, Haftbomben, Scharfschützengewehr, Mörser | Parteibüros, Polizeistreife, Polizeifahrzeuge, Kontrollpunkte, Theater, Soldaten, Wohngebäude, Zivilisten, Moschee, Schiitische Pilger, Bushaltestelle, Militärpatrouille, Restaurant, Regierungsmitglied | 64 (+2) | 289       | Aufstand im Irak (nach US-Rückzug) |
| 18. Januar 2013    | Syrien                       | Anschlag in Darʿā              | vermutlich al-Nusra-Front               | salafistisch, wahhabitisch                                                                  | 2 Selbstmordattentäter mit Autobomben                                                                                 | Moschee | 24 (+1) |           | Bürgerkrieg in Syrien seit 2011    |
| 01. Februar 2013   | Pakistan                     | Anschlag in Khyber Pakhtunkhwa | TTP                                     | deobandisch, islamisch-fundamentalistisch                                                   | Selbstmordattentäter mit Motorradbombe                                                                                | Moschee | 24 (+1) | 55        | Konflikt in Nordwest-Pakistan      |
| 08. Februar 2013   | Pakistan                     | Anschlag in Khyber Pakhtunkhwa | TTP                                     | deobandisch, islamisch-fundamentalistisch                                                   | Sprengsatz | Markt, Moschee, Regierungsgebäude | 13      | 31        | Konflikt in Nordwest-Pakistan      |
| 03. März 2013      | Pakistan                     | Anschlag in Karachi            | Lashkar-e-Jhangvi, TTP                  | deobandisch, islamisch-fundamentalistisch                                                   | Autobombe | Schiitische Moschee | 45      | 151       | Konflikt in Nordwest-Pakistan      |
| 09. März 2013      | Pakistan                     | Anschlag in Peschawar          |                                         |                                                                                             | Sprengsatz | Moschee | 5       | 29        | Konflikt in Nordwest-Pakistan      |
| 21. März 2013      | Syrien                       | Anschlag in Damaskus           |                                         |                                                                                             | Selbstmordattentäter                                                                                                  | Moschee | 49 (+1) | 84        | Bürgerkrieg in Syrien seit 2011    |
| 29. März 2013      | Irak                         | Anschlag in Kirkuk             |                                         |                                                                                             | Selbstmordattentäter mit Autobombe                                                                                    | Moschee | 3 (+1)  | 70        | Aufstand im Irak (nach US-Rückzug) |
| 12. April 2013     | Irak                         | Anschlag in Diyala             |                                         |                                                                                             | 2 Sprengsätze | Moschee | 7       | 30        | Aufstand im Irak (nach US-Rückzug) |
| 26. April 2013     | Irak                         | Anschlag in Bagdad             |                                         |                                                                                             | Sprengsatz | Moschee | 4       | 46        | Aufstand im Irak (nach US-Rückzug) |
| 27. April 2013     | Pakistan                     | Anschlag in Karatschi          | TTP                                     | deobandisch, islamisch-fundamentalistisch                                                   | 2 Autobomben, Granate                                                                                                 | Parteibüros, Moschee | 8       | 59        | Konflikt in Nordwest-Pakistan      |
| 03. Mai 2013       | Irak                         | Anschlag in Bagdad             |                                         |                                                                                             | Autobombe | Moschee | 5       | 31        | Aufstand im Irak (nach US-Rückzug) |
| 17. Mai 2013       | Irak                         | Anschlag in Baquba             |                                         |                                                                                             | Sprengsätze | Moschee, Zivilisten | 40      | 57        | Aufstand im Irak (nach US-Rückzug) |
| 17. Mai 2013       | Pakistan                     | Anschlag in Khyber Pakhtunkhwa |                                         |                                                                                             | 2 Sprengsätze | Moscheen | 22      | 36        | Konflikt in Nordwest-Pakistan      |
| 20. Mai 2013       | Irak                         | Anschlag in Hilla              |                                         |                                                                                             | Selbstmordattentäter, Sprengsatz                                                                                      | Moscheen | 6 (+1)  | 53        | Aufstand im Irak (nach US-Rückzug) |
| 27. Mai 2013       | Irak                         | Anschlagsserie                 | vermutlich IS                           | salafistisch, wahhabitisch                                                                  | 12 Autobomben | Märkte, Moschee, Stadion, Zivilisten | 41      | 133       | Aufstand im Irak (nach US-Rückzug) |
| 16. Juni 2013      | Irak                         | Anschlagsserie                 | vermutlich IS                           | salafistisch, wahhabitisch                                                                  | 3 Sprengsätze, 13 Autobomben, Selbstmordattentäter, Schusswaffen                                                      | Militärkonvoi, Restaurant, Café, Moschee, Soldaten, Polizisten, Polizeistreife, Restaurant, Märkte, Zivilisten                                                                                            | 46 (+1) | 148       | Aufstand im Irak (nach US-Rückzug) |
| 18. Juni 2013      | Irak                         | Anschlag in Bagdad             |                                         |                                                                                             | 2 Selbstmordattentäter                                                                                                | Kontrollpunkt, Moschee | 29 (+2) | 57        | Aufstand im Irak (nach US-Rückzug) |
| 22. Juni 2013      | Irak                         | Anschlag in Tadschi            |                                         |                                                                                             | Selbstmordattentäter                                                                                                  | Moschee | 24 (+1) | 25        | Aufstand im Irak (nach US-Rückzug) |
| 30. Juni 2013      | Pakistan                     | Anschlag in Quetta             | Lashkar-e-Jhangvi                       | deobandisch-fundamentalistisch, salafistisch                                                | Selbstmordattentäter                                                                                                  | Moschee | 31 (+1) | 55        | Konflikt in Nordwest-Pakistan      |
| 05. Juli 2013      | Irak                         | Anschlag in Bagdad             |                                         |                                                                                             | Selbstmordattentäter                                                                                                  | Moschee | 15 (+1) | 32        | Aufstand im Irak (nach US-Rückzug) |
| 07. Juli 2013      | Pakistan                     | Anschlag in Quetta             | Lashkar-e-Jhangvi                       | deobandisch-fundamentalistisch, salafistisch                                                | Selbstmordattentäter                                                                                                  | Schiitische Moschee | 28 (+1) | 70        | Konflikt in Nordwest-Pakistan      |
| 11. Juli 2013      | Irak                         | Anschlag in Dudschail          |                                         |                                                                                             | Autobombe, Sprengsatz                                                                                                 | Moschee, eintreffende Rettungskräfte, Zivilisten | 11      | 25        | Aufstand im Irak (nach US-Rückzug) |
| 13. Juli 2013      | Irak                         | Anschlag in Bagdad             |                                         |                                                                                             | Autobombe, Sprengsatz                                                                                                 | Sunnitische Moscheen | 23      | 35        | Aufstand im Irak (nach US-Rückzug) |
| 14. Juli 2013      | Irak                         | Anschlagsserie                 | vermutlich IS                           | salafistisch, wahhabitisch                                                                  | Selbstmordattentäter, 3 Autobomben, 3 Sprengsätze                                                                     | Moschee, Märkte, Schiitisches Parteibüro | 20 (+1) | 76        | Aufstand im Irak (nach US-Rückzug) |
| 19. Juli 2013      | Irak                         | Anschlag in Diyala             |                                         |                                                                                             | Selbstmordattentäter                                                                                                  | Moschee | 20 (+1) | 40        | Aufstand im Irak (nach US-Rückzug) |
| 23. Juli 2013      | Irak                         | Anschlag in Kirkuk             |                                         |                                                                                             | Sprengsätze | Moscheen | 7       | 31        | Aufstand im Irak (nach US-Rückzug) |
| 10. August 2013    | Irak                         | Anschlagsserie                 | IS                                      | salafistisch, wahhabitisch                                                                  | 4 Sprengsätze, 18 Autobomben, Selbstmordattentäter mit Autobombe                                                      | Tankstelle, Cafés, Moschee, Park, Restaurant, Parkplatz, Märkte, Zivilisten | 88 (+1) | 271       | Aufstand im Irak (nach US-Rückzug) |
| 11. August 2013    | Nigeria                      | Anschläge in Borno             | Boko Haram                              | wahhabitisch, islamistisch                                                                  | Schusswaffen | Moschee | 44      | 26        | Scharia-Konflikt in Nigeria        |
| 23. August 2013    | Libanon                      | Anschlag in Tripoli            | vermutlich Islamic Unification Movement |                                                                                             | 2 Autobomben | Moscheen | 47      | 300       |                                    |
| 11. September 2013 | Irak                         | Anschlag in Bagdad             |                                         |                                                                                             | 2 Selbstmordattentäter, Autobombe                                                                                     | Moschee | 30 (+2) | 55        | Aufstand im Irak (nach US-Rückzug) |
| 13. September 2013 | Irak                         | Anschlag in Baquba             |                                         |                                                                                             | 2 Sprengsätze | Moschee | 30      | 24        | Aufstand im Irak (nach US-Rückzug) |
| 20. September 2013 | Irak                         | Anschlag in Samarra            |                                         |                                                                                             | 2 Sprengsätze | Moschee | 18      | 21        | Aufstand im Irak (nach US-Rückzug) |
| 27. September 2013 | Syrien                       | Anschlag in Rif Dimaschq       |                                         |                                                                                             | Autobombe | Moschee | 30      | 24        | Bürgerkrieg in Syrien seit 2011    |
| 07. Oktober 2013   | Irak                         | Anschlagsserie in Bagdad       |                                         |                                                                                             | 8 Autobomben, 3 Sprengsätze                                                                                           | Moschee, Kontrollpunkt, Einkaufsviertel, Markt, Zivilisten | 28      | 95        | Aufstand im Irak (nach US-Rückzug) |
| 15. Oktober 2013   | Irak                         | Anschlag in Kirkuk             |                                         |                                                                                             | Sprengsatz | Moschee | 12      | 26        | Aufstand im Irak (nach US-Rückzug) |
| 25. Oktober 2013   | Syrien                       | Anschlag in Rif Dimaschq       | al-Nusra-Front                          | salafistisch, wahhabitisch                                                                  | Autobombe | Moschee | 40      | 24        | Bürgerkrieg in Syrien seit 2011    |
| 23. November 2013  | Irak                         | Anschlag in Tuz Churmatu       | IS                                      | salafistisch, wahhabitisch                                                                  | 2 Selbstmordattentäter, einer mit Autobombe                                                                           | Moschee | 9 (+2)  | 40        | Aufstand im Irak (nach US-Rückzug) |
| 29. November 2013  | Syrien                       | Anschlag in Damaskus           |                                         |                                                                                             | Mörsergranate | Moschee | 4       | 26        | Bürgerkrieg in Syrien seit 2011    |
| 05. Dezember 2013  | Zentralafrikanische Republik | Anschlag in Bangui             | Anti-Balaka                             | christlich                                                                                  | Schusswaffen | Moschee | 54+     |           |                                    |

## 2014
| Datum/Beginn      | Betroffenes Land             | Anschlag                  | Täter         | Politische Ausrichtung     | Mittel                                           | Ziel                           | Tote     | Verletzte | Hintergrund                                      |
| ----------------- | ---------------------------- | ------------------------- | ------------- | -------------------------- | ------------------------------------------------ | ------------------------------ | -------- | --------- | ------------------------------------------------ |
| 16. Januar 2014   | Zentralafrikanische Republik | Anschlag in Ombella-Mpoko | Anti-Balaka   | christlich                 | Schusswaffen, Macheten, Messer                   | Moschee                        | 43       | 12        | Bürgerkrieg in der Zentralafrikanischen Republik |
| 16. Januar 2014   | Pakistan                     | Anschlag in Peschawar     |               |                            | Sprengsatz                                       | Moschee                        | 8        | 61        | Konflikt in Nordwest-Pakistan                    |
| 25. Februar 2014  | Irak                         | Anschlag in Bagdad        | IS            | salafistisch, wahhabitisch | Autobombe                                        | Moschee                        | 14       | 36        | Aufstand im Irak (nach US-Rückzug)               |
| 15. April 2014    | Südsudan                     | Anschlag in Bentiu        | SPLM-IO       |                            | Schusswaffen                                     | Moschee                        | 287      | 400       | Bürgerkrieg im Südsudan seit 2013                |
| 18. April 2014    | Syrien                       | Anschlag in Homs          |               |                            | Autobombe                                        | Moschee                        | 9        | 21        | Bürgerkrieg in Syrien seit 2011                  |
| 27. Mai 2014      | Irak                         | Anschlag in Bagdad        | vermutlich IS | salafistisch, wahhabitisch | Selbstmordattentäter                             | Moschee                        | 20 (+1)  | 32        | Aufstand im Irak (nach US-Rückzug)               |
| 04. Juli 2014     | Nigeria                      | Anschlag in Borno         | Boko Haram    | wahhabitisch, islamistisch | Selbstmordattentäter mit Autobombe               | Moschee                        | 5 (+1)   | 24        | Scharia-Konflikt in Nigeria                      |
| 06. Juli 2014     | Zentralafrikanische Republik | Anschlag in Paoua         |               |                            | Granate                                          | Moschee                        | 0        | 34        | Bürgerkrieg in der Zentralafrikanischen Republik |
| 20. Juli 2014     | Irak                         | Anschlag in Babil         |               |                            | Mörser                                           | Moschee                        | 11       | 31        | Aufstand im Irak (nach US-Rückzug)               |
| 15. August 2014   | Syrien                       | Anschlag in Darʿā         |               |                            | Autobombe                                        | Moschee                        | 14       | 30        | Bürgerkrieg in Syrien seit 2011                  |
| 22. August 2014   | Irak                         | Anschlag in Diyala        |               |                            | Selbstmordattentäter                             | Moschee                        | 34 (+1)  | 35        | Aufstand im Irak (nach US-Rückzug)               |
| 25. August 2014   | Irak                         | Anschlag in Bagdad        | IS            | salafistisch, wahhabitisch | Selbstmordattentäter                             | Moschee                        | 8 (+1)   | 25        | Aufstand im Irak (nach US-Rückzug)               |
| 25. August 2014   | Irak                         | Anschlag in Kerbela       | IS            | salafistisch, wahhabitisch | Autobombe, Sprengsatz                            | Moschee, Regierungsgebäude     | 12       | 31        | Aufstand im Irak (nach US-Rückzug)               |
| 20. Oktober 2014  | Irak                         | Anschlag in Bagdad        |               |                            | Selbstmordattentäter                             | Moschee                        | 10 (+1)  | 31        | Aufstand im Irak (nach US-Rückzug)               |
| 20. Oktober 2014  | Irak                         | Anschlag in Kerbela       | vermutlich IS | salafistisch, wahhabitisch | 4 Autobomben                                     | Kontrollpunkt, Moschee, Schule | 16       | 41        | Aufstand im Irak (nach US-Rückzug)               |
| 14. November 2014 | Irak                         | Anschlag in Bagdad        |               |                            | Autobombe                                        | Moschee                        | 7        | 22        | Aufstand im Irak (nach US-Rückzug)               |
| 28. November 2014 | Nigeria                      | Anschlag in Kano          | Boko Haram    | wahhabitisch, islamistisch | 2 Selbstmordattentäter, Sprengsatz, Schusswaffen | Moschee, fliehende Gläubige    | 120 (+2) | 270       | Scharia-Konflikt in Nigeria                      |
| 28. November 2014 | Afghanistan                  | Anschlag in Nangarhar     |               |                            | Sprengsatz                                       | Moschee                        | 0        | 20        | Krieg in Afghanistan                             |

## 2015
| Datum/Beginn       | Betroffenes Land | Anschlag                 | Täter                 | Politische Ausrichtung                | Mittel                                                    | Ziel                                       | Tote     | Verletzte | Hintergrund                        |
| ------------------ | ---------------- | ------------------------ | --------------------- | ------------------------------------- | --------------------------------------------------------- | ------------------------------------------ | -------- | --------- | ---------------------------------- |
| 06. Januar 2015    | Irak             | Anschlag in al-Anbar     | IS                    | salafistisch, wahhabitisch            | 2 Selbstmordattentäter, Schusswaffen                      | Moschee, Sicherheitskräfte                 | 23 (+2)  | 21        | Aufstand im Irak (nach US-Rückzug) |
| 30. Januar 2015    | Pakistan         | Anschlag in Sindh        | Jundallah             | sunnitisch-islamistisch, salafistisch | Selbstmordattentäter                                      | Moschee                                    | 61 (+1)  | 46        | Konflikt in Nordwest-Pakistan      |
| 04. Februar 2015   | Kamerun          | Anschlag in Fotokol      | Boko Haram            | wahhabitisch, islamistisch            | Schuss- und Stichwaffen, Brandstiftung                    | Dorf, Moscheen, Soldaten                   | 94 (+50) |           | Scharia-Konflikt in Nigeria        |
| 13. Februar 2015   | Syrien           | Anschlag in Rif Dimaschq |                       |                                       | Autobombe                                                 | Moschee                                    | 6        | 24        | Bürgerkrieg in Syrien seit 2011    |
| 27. Februar 2015   | Syrien           | Anschlag in Rif Dimaschq |                       |                                       | Autobombe                                                 | Moschee                                    | 11       | 31        | Bürgerkrieg in Syrien seit 2011    |
| 20. März 2015      | Jemen            | Anschlag in Sanaa        | IS                    | salafistisch, wahhabitisch            | 4 Selbstmordattentäter, einer mit Autobombe               | Moscheen                                   | 156 (+4) | 350       | Huthi-Konflikt                     |
| 22. Mai 2015       | Saudi-Arabien    | Anschlag in al-Qatif     | IS                    | salafistisch, wahhabitisch            | Selbstmordattentäter                                      | Moschee                                    | 22 (+1)  | 100       |                                    |
| 30. Mai 2015       | Nigeria          | Anschlag in Maiduguri    | Boko Haram            | wahhabitisch, islamistisch            | Selbstmordattentäter                                      | Moschee                                    | 26 (+1)  | 28        | Scharia-Konflikt in Nigeria        |
| 15. Juni 2015      | Syrien           | Anschlag in Aleppo       |                       |                                       | Mörser, Raketen, Sprengsätze                              | Wohnviertel, Moschee                       | 34       | 190       | Bürgerkrieg in Syrien seit 2011    |
| 17. Juni 2015      | Jemen            | Anschlag in Sanaa        | IS                    | salafistisch, wahhabitisch            | Selbstmordattentäter mit Autobombe, Autobombe, Sprengsatz | Moscheen                                   | 15 (+1)  | 36        | Bürgerkrieg im Jemen seit 2015     |
| 24. Juni 2015      | Syrien           | Anschlag in at-Tall      |                       |                                       | Autobombe                                                 | Moschee                                    | 13       | 24        | Bürgerkrieg in Syrien seit 2011    |
| 26. Juni 2015      | Kuwait           | Anschlag in Kuwait       | IS                    | salafistisch, wahhabitisch            | Selbstmordattentäter                                      | Moschee                                    | 27 (+1)  | 227       |                                    |
| 03. Juli 2015      | Syrien           | Anschlag in Idlib        | IS                    | salafistisch, wahhabitisch            | Selbstmordattentäter                                      | Moschee                                    | 14 (+1)  | 20        | Bürgerkrieg in Syrien seit 2011    |
| 05. Juli 2015      | Nigeria          | Anschlag in Jos          | Boko Haram            | wahhabitisch, islamistisch            | Sprengsätze                                               | Restaurant, Moschee                        | 69       | 67        | Scharia-Konflikt in Nigeria        |
| 22. Juli 2015      | Nigeria          | Anschlag in Gombe        | vermutlich Boko Haram | wahhabitisch, islamistisch            | 2 Selbstmordattentäter, 2 Sprengsätze                     | Markt, Bushaltestelle, Moschee, Zivilisten | 28 (+2)  | 60        | Scharia-Konflikt in Nigeria        |
| 02. September 2015 | Jemen            | Anschlag in Sanaa        | IS                    | salafistisch, wahhabitisch            | Selbstmordattentäter, Autobombe                           | Moschee, Ersthelfer                        | 32 (+1)  | 92        | Bürgerkrieg im Jemen seit 2015     |
| 20. September 2015 | Nigeria          | Anschlag in Maiduguri    | Boko Haram            | wahhabitisch, islamistisch            | Selbstmordattentäter, 3 Sprengsätze                       | Markt, Moschee                             | 54 (+2)  | 90        | Scharia-Konflikt in Nigeria        |
| 24. September 2015 | Jemen            | Anschlag in Sanaa        | IS                    | salafistisch, wahhabitisch            | 2 Selbstmordattentäter                                    | Moschee                                    | 30 (+2)  | 92        | Bürgerkrieg im Jemen seit 2015     |
| 24. September 2015 | Afghanistan      | Anschlag in Farah        |                       |                                       | Selbstmordattentäter mit Autobombe                        | Moschee                                    | 0 (+1)   | 20        | Krieg in Afghanistan               |
| 01. Oktober 2015   | Nigeria          | Anschlag in Maiduguri    | Boko Haram            | wahhabitisch, islamistisch            | 4 Selbstmordattentäter                                    | Moschee, Zivilisten                        | 10 (+4)  | 39        | Scharia-Konflikt in Nigeria        |
| 15. Oktober 2015   | Nigeria          | Anschlag in Maiduguri    | Boko Haram            | wahhabitisch, islamistisch            | 2 Selbstmordattentäter                                    | Moschee, Zivilisten                        | 14 (+2)  | 25        | Scharia-Konflikt in Nigeria        |
| 23. Oktober 2015   | Nigeria          | Anschlag in Yola         | Boko Haram            | wahhabitisch, islamistisch            | Selbstmordattentäter                                      | Moschee                                    | 27 (+1)  | 96        | Scharia-Konflikt in Nigeria        |
| 09. November 2015  | Kamerun          | Anschlag in Fotokol      | Boko Haram            | wahhabitisch, islamistisch            | 2 Selbstmordattentäterinnen                               | Flüchtlinge, Moschee, Zivilisten           | 3 (+2)   | 20        | Scharia-Konflikt in Nigeria        |
| 09. Dezember 2015  | Irak             | Anschlag in Bagdad       | IS                    | salafistisch, wahhabitisch            | Selbstmordattentäter                                      | Moschee                                    | 11 (+1)  | 20        | Aufstand im Irak (nach US-Rückzug) |
| 28. Dezember 2015  | Nigeria          | Anschlag in Maiduguri    | Boko Haram            | wahhabitisch, islamistisch            | 2 Sprengsätze                                             | Moschee                                    | 30       | 65        | Scharia-Konflikt in Nigeria        |

## 2016
| Datum/Beginn       | Betroffenes Land | Anschlag                        | Täter                                            | Politische Ausrichtung                       | Mittel                                              | Ziel                                     | Tote     | Verletzte | Hintergrund                        |
| ------------------ | ---------------- | ------------------------------- | ------------------------------------------------ | -------------------------------------------- | --------------------------------------------------- | ---------------------------------------- | -------- | --------- | ---------------------------------- |
| 29. Januar 2016    | Saudi-Arabien    | Anschlag in asch-Scharqiyya     | IS                                               | salafistisch, wahhabitisch                   | 2 Selbstmordattentäter                              | Moschee                                  | 4 (+1)   | 33 (+1)   |                                    |
| 25. Februar 2016   | Irak             | Anschlag in Bagdad              | IS                                               | salafistisch, wahhabitisch                   | 2 Selbstmordattentäter                              | Moschee, Soldaten, Zivilisten            | 15 (+2)  | 48        | Aufstand im Irak (nach US-Rückzug) |
| 16. März 2016      | Nigeria          | Anschlag in Maiduguri           | Boko Haram                                       | wahhabitisch, islamistisch                   | 2 Selbstmordattentäterinnen                         | Moschee                                  | 25 (+2)  | 32        | Scharia-Konflikt in Nigeria        |
| 22. April 2016     | Irak             | Anschlag in al-Anbar            | IS                                               | salafistisch, wahhabitisch                   | 2 Selbstmordattentäter                              | Moschee                                  | 6 (+2)   | 31        | Aufstand im Irak (nach US-Rückzug) |
| 27. Mai 2016       | Syrien           | Anschlag in Idlib               |                                                  |                                              | Autobombe                                           | Moschee                                  | 5        | 30        | Bürgerkrieg in Syrien seit 2011    |
| 10. Juni 2016      | Afghanistan      | Anschlag in Nangarhar           |                                                  |                                              | Sprengsatz                                          | Moschee                                  | 3        | 55        | Krieg in Afghanistan               |
| 29. Juli 2016      | Jemen            | Anschlag in Taizz               | vermutlich al-Qaida auf der Arabischen Halbinsel | salafistisch, antizionistisch, antisemitisch | Sprengstoff                                         | Moschee                                  | 0        | 20        | Bürgerkrieg im Jemen seit 2015     |
| 16. September 2016 | Pakistan         | Anschlag in Khyber Pakhtunkhwa  | TTP                                              | deobandisch, islamisch-fundamentalistisch    | Selbstmordattentäter                                | Moschee                                  | 37 (+1)  | 31        | Konflikt in Nordwest-Pakistan      |
| 25. September 2016 | Deutschland      | Anschlag in Bebra               |                                                  |                                              | Molotowcocktails                                    | Moschee                                  | 0        | 0         |                                    |
| 27. September 2016 | Deutschland      | Sprengstoffanschläge in Dresden | Nino K.                                          | rechtsextremistisch                          | 2 Sprengsätze                                       | Moschee, Internationales Congress Center | 0        | 0         |                                    |
| 05. Oktober 2016   | Nigeria          | Anschlag in Maiduguri           | Boko Haram                                       | wahhabitisch, islamistisch                   | Selbstmordattentäter                                | Moschee                                  | 22       | 42        |                                    |
| 12. Oktober 2016   | Afghanistan      | Anschlag in Balch               | IS                                               | salafistisch, wahhabitisch                   | Sprengsatz                                          | Moschee                                  | 16       | 30        | Krieg in Afghanistan               |
| 21. September 2016 | Irak             | Anschlag in Kirkuk              | IS                                               | salafistisch, wahhabitisch                   | Mehrere Selbstmordattentäter, Scharfschützengewehre | Regierungsgebäude, Moschee               | 34 (+48) | 100       | Aufstand im Irak (nach US-Rückzug) |
| 06. November 2016  | Irak             | Anschlag in Samarra             | IS                                               | salafistisch, wahhabitisch                   | Selbstmordattentäter mit Autobombe                  | Moschee                                  | 11 (+1)  | 100       | Aufstand im Irak (nach US-Rückzug) |
| 21. November 2016  | Afghanistan      | Anschlag in Kabul               | IS                                               | salafistisch, wahhabitisch                   | Selbstmordattentäter                                | Moschee                                  | 27 (+1)  | 35        | Krieg in Afghanistan               |

## 2017
| Datum/Beginn       | Betroffenes Land             | Anschlag                  | Täter                                                                | Politische Ausrichtung                    | Mittel                                                         | Ziel                                             | Tote    | Verletzte | Hintergrund                                      |
| ------------------ | ---------------------------- | ------------------------- | -------------------------------------------------------------------- | ----------------------------------------- | -------------------------------------------------------------- | ------------------------------------------------ | ------- | --------- | ------------------------------------------------ |
| 29. Januar 2017    | Kanada                       | Anschlag in Quebec        | Alexandre Bissonnette (Rechtsextremist)                              | islamfeindlich, rechtsextremistisch       | Schusswaffen                                                   | Moschee                                          | 6       | 19        |                                                  |
| 31. März 2017      | Pakistan                     | Anschlag in Parachinar    | TTP                                                                  | deobandisch, islamisch-fundamentalistisch | Selbstmordattentäter mit Autobombe                             | Markt, Moschee                                   | 23 (+1) | 136       | Konflikt in Nordwest-Pakistan                    |
| 14. Mai 2017       | Nigeria                      | Anschlag in Niger         | Fulani-Extremisten                                                   |                                           | Schusswaffen                                                   | Moschee                                          | 27      | 5         |                                                  |
| 30. Mai 2017       | USA                          | Anschlag in New York City |                                                                      | islamfeindlich                            | Luftgewehr                                                     | Moschee                                          | 0       | 1         |                                                  |
| 21. Juni 2017      | Irak                         | Anschlag in Mossul        | vermutlich IS                                                        | salafistisch, wahhabitisch                | Sprengstoff                                                    | Moschee                                          | 100+    |           | Aufstand im Irak (nach US-Rückzug)               |
| 01. August 2017    | Afghanistan                  | Anschlag in Herat         | IS                                                                   | salafistisch, wahhabitisch                | 2 Selbstmordattentäter mit Gewehren und Handgranaten           | Moschee                                          | 32 (+2) | 66        | Krieg in Afghanistan                             |
| 05. August 2017    | USA                          | Anschlag in Bloomington   | White Rabbit Three Percent Illinois Patriot Freedom Fighters Militia | rechtsextremistisch                       | Sprengsatz                                                     | Moschee                                          | 0       | 0         |                                                  |
| 11. August 2017    | Afghanistan                  | Anschlag in Tachar        |                                                                      |                                           | Schusswaffen                                                   | Moschee                                          | 10      | 20        | Krieg in Afghanistan                             |
| 25. August 2017    | Afghanistan                  | Anschlag in Kabul         | IS                                                                   | salafistisch, wahhabitisch                | 4 Selbstmordattentäter mit Granaten, Sturmgewehren und Messern | Moschee                                          | 28 (+4) | 50        | Krieg in Afghanistan                             |
| 29. September 2017 | Afghanistan                  | Anschlag in Kabul         | IS                                                                   | salafistisch, wahhabitisch                | Selbstmordattentäter                                           | Moschee                                          | 5 (+1)  | 20        | Krieg in Afghanistan                             |
| 11. Oktober 2017   | Zentralafrikanische Republik | Anschlag in Basse-Kotto   | Anti-Balaka                                                          | christlich                                |                                                                | Moschee                                          | 26+     |           | Bürgerkrieg in der Zentralafrikanischen Republik |
| 20. Oktober 2017   | Afghanistan                  | Anschlag in Kabul         | IS                                                                   | salafistisch, wahhabitisch                | Selbstmordattentäter                                           | Moschee                                          | 56 (+1) | 55        | Krieg in Afghanistan                             |
| 20. Oktober 2017   | Afghanistan                  | Anschlag in Ghor          | IS                                                                   | salafistisch, wahhabitisch                | Selbstmordattentäter                                           | Moschee                                          | 33 (+1) | 10        | Krieg in Afghanistan                             |
| 21. November 2017  | Nigeria                      | Anschlag in Mubi          | Boko Haram                                                           | wahhabitisch, islamistisch                | Selbstmordattentäter                                           | Moschee                                          | 58 (+1) | 40        | Scharia-Konflikt in Nigeria                      |
| 24. November 2017  | Ägypten                      | Anschlag in Bir al-Abd    | Islamischer Staat                                                    | salafistisch, wahhabitisch                | Raketenwerfer, Sprengsätze, Maschinengewehre, Brandstiftung    | Gläubige in Moschee, eintreffende Rettungskräfte | 311+    | 127+      | Sinai-Aufstand                                   |

## 2018
| Datum/Beginn     | Betroffenes Land             | Anschlag                 | Täter                         | Politische Ausrichtung     | Mittel                                  | Ziel                                   | Tote    | Verletzte | Hintergrund                                      |
| ---------------- | ---------------------------- | ------------------------ | ----------------------------- | -------------------------- | --------------------------------------- | -------------------------------------- | ------- | --------- | ------------------------------------------------ |
| 23. Januar 2018  | Libyen                       | Anschlag in Bengasi      | vermutlich IS                 | salafistisch, wahhabitisch | 2 Autobomben                            | Moschee                                | 41      | 80        | Bürgerkrieg in Libyen seit 2014                  |
| 09. Februar 2018 | Libyen                       | Anschlag in Bengasi      | vermutlich IS                 | salafistisch, wahhabitisch | Sprengstoff                             | Moschee                                | 2       | 143       | Bürgerkrieg in Libyen seit 2014                  |
| 02. März 2018    | Nigeria                      | Anschlag in Yobe         | Boko Haram                    | wahhabitisch, islamistisch | Selbstmordattentäterin                  | Moschee                                | 7 (+1)  | 28        | Scharia-Konflikt in Nigeria                      |
| 09. März 2018    | Afghanistan                  | Anschlag in Kabul        | IS                            | salafistisch, wahhabitisch | Selbstmordattentäter                    | Schiitische Moschee                    | 10 (+1) | 22        | Krieg in Afghanistan                             |
| 06. April 2018   | Syrien                       | Anschlag in Damaskus     | vermutlich Dschaisch al-Islam | salafistisch, islamistisch | Autobombe, Mörsergranaten               | Moschee, Zivilisten                    | 6       | 36        | Bürgerkrieg in Syrien seit 2011                  |
| 01. Mai 2018     | Nigeria                      | Anschlag in Mubi         | Boko Haram                    | wahhabitisch, islamistisch | 2 Selbstmordattentäter                  | Moschee, Markt                         | 86 (+2) | 58        | Scharia-Konflikt in Nigeria                      |
| 01. Mai 2018     | Zentralafrikanische Republik | Anschlag in Bangui       |                               |                            | Granaten, Schusswaffen                  | Kirche, Moschee, Gesundheitszentrum    | 26      | 170       | Bürgerkrieg in der Zentralafrikanischen Republik |
| 05. Mai 2018     | Kamerun                      | Anschlag in Extrême-Nord | Boko Haram                    | wahhabitisch, islamistisch | 2 Selbstmordattentäter                  | Moschee                                | 12 (+2) | 20        | Scharia-Konflikt in Nigeria                      |
| 06. Mai 2018     | Afghanistan                  | Anschlag in Chost        | vermutlich IS                 | salafistisch, wahhabitisch | Sprengsatz                              | Wählerregistrierungszentrum (Moschee)  | 21      | 33        | Krieg in Afghanistan                             |
| 04. Juni 2018    | Niger                        | Anschlag in Diffa        | Boko Haram                    | wahhabitisch, islamistisch | 3 Selbstmordattentäter                  | Moschee, Koranschule, Geschäftszentrum | 9 (+3)  | 38        | Scharia-Konflikt in Nigeria                      |
| 03. August 2018  | Afghanistan                  | Anschlag in Gardez       | IS                            | salafistisch, wahhabitisch | 2 Selbstmordattentäter mit Schusswaffen | Schiitische Moschee                    | 48 (+2) | 70        | Krieg in Afghanistan                             |

## 2019
| Datum/Beginn     | Betroffenes Land | Anschlag                                    | Täter                             | Politische Ausrichtung                                     | Mittel                   | Ziel                              | Tote    | Verletzte | Hintergrund                        |
| ---------------- | ---------------- | ------------------------------------------- | --------------------------------- | ---------------------------------------------------------- | ------------------------ | --------------------------------- | ------- | --------- | ---------------------------------- |
| 15. März 2019    | Neuseeland       | Anschlag in Christchurch                    | Rechtsextremist                   | rechtsextremistisch, islamophob, xenophob                  | Schusswaffen             | 2 Moscheen                        | 50      | 50        |                                    |
| 21. März 2019    | Afghanistan      | Anschlag in Kabul                           | IS                                | salafistisch, wahhabitisch                                 | 3 Sprengsätze            | Moschee, Krankenhaus, Stromzähler | 6       | 23        | Krieg in Afghanistan               |
| 24. Mai 2019     | Pakistan         | Anschlag in Quetta                          |                                   |                                                            | Sprengsatz               | Moschee                           | 3       | 28        | Konflikt in Nordwest-Pakistan      |
| 24. Mai 2019     | Afghanistan      | Anschlag in Kabul                           |                                   |                                                            | Sprengfalle              | Moschee                           | 4       | 20        | Krieg in Afghanistan               |
| 02. Juni 2019    | Syrien           | Anschlag in Aʿzāz                           |                                   |                                                            | Autobombe                | Markt, Moschee                    | 22      | 45        | Bürgerkrieg in Syrien seit 2011    |
| 21. Juni 2019    | Irak             | Anschlag in Bagdad                          | vermutlich IS                     | salafistisch, wahhabitisch                                 | Selbstmordattentäter     | Moschee                           | 10 (+1) | 30        | Aufstand im Irak (nach US-Rückzug) |
| 05. Juli 2019    | Afghanistan      | Anschlag in Ghazni                          | Taliban                           | deobandisch-fundamentalistisch, paschtunisch, islamistisch | Landmine                 | Moschee                           | 2       | 20        | Krieg in Afghanistan               |
| 10. August 2019  | Norwegen         | Angriff auf die Moschee von Bærum nahe Oslo | Philip Manshaus (Rechtsextremist) | rechtsextremistisch                                        | 2 Schrotflinten, Pistole | Moschee                           | 0       | 1 (+1)    |                                    |
| 16. August 2019  | Pakistan         | Anschlag in Quetta                          |                                   |                                                            | Sprengsatz               | Moschee                           | 5       | 20        |                                    |
| 18. Oktober 2019 | Afghanistan      | Anschlag in Nangarhar                       | vermutlich IS                     | salafistisch, wahhabitisch                                 | Sprengsatz               | Moschee                           | 73      | 36        | Krieg in Afghanistan               |

## 2020
| Datum/Beginn       | Betroffenes Land | Anschlag | Quellen | Täter            | Politische Ausrichtung                                          | Mittel               | Ziel                           | Tote   | Verletzte | Hintergrund                            |
| ------------------ | ---------------- | -------- | ------- | ---------------- | --------------------------------------------------------------- | -------------------- | ------------------------------ | ------ | --------- | -------------------------------------- |
| 18. Januar 2020    | Jemen            | Ma'rib   | [ 525 ] | vermutlich Huthi | zaiditisch, antiimperialistisch, antizionistisch, antisemitisch | Drohnen, Raketen     | Militärtrainingslager, Moschee | 116    | 148       | Militärintervention im Jemen seit 2015 |
| 03. Mai 2020       | Afghanistan      | Paktika  | [ 526 ] | Taliban          | deobandisch-fundamentalistisch, paschtunisch, islamistisch      | Handgranate          | Moschee                        | 0      | 20        | Krieg in Afghanistan                   |
| 11. September 2020 | Somalia          | Kismaayo | [ 527 ] | al-Shabaab       | wahhabitisch, islamistisch                                      | Selbstmordattentäter | Moschee                        | 6 (+1) | 20        | Somalischer Bürgerkrieg                |

## 2021
| Datum/Beginn     | Betroffenes Land | Anschlag | Quellen | Täter | Politische Ausrichtung     | Mittel                 | Ziel                | Tote    | Verletzte | Hintergrund          |
| ---------------- | ---------------- | -------- | ------- | ----- | -------------------------- | ---------------------- | ------------------- | ------- | --------- | -------------------- |
| 08. Oktober 2021 | Afghanistan      | Kundus   | [ 528 ] | IS    | salafistisch, wahhabitisch | Selbstmordattentäter   | Schiitische Moschee | 50 (+1) | 100+      | Krieg in Afghanistan |
| 15. Oktober 2021 | Afghanistan      | Kandahar | [ 529 ] | IS    | salafistisch, wahhabitisch | 3 Selbstmordattentäter | Schiitische Moschee | 47 (+3) | 70        | Krieg in Afghanistan |

## 2022
| Datum/Beginn       | Betroffenes Land | Anschlag        | Quellen                               | Täter         | Politische Ausrichtung     | Mittel                             | Ziel                                                       | Tote    | Verletzte | Hintergrund                   |
| ------------------ | ---------------- | --------------- | ------------------------------------- | ------------- | -------------------------- | ---------------------------------- | ---------------------------------------------------------- | ------- | --------- | ----------------------------- |
| 04. März 2022      | Pakistan         | Peschawar       | Anschlag in Peschawar am 4. März 2022 | IS            | salafistisch, wahhabitisch | Selbstmordattentäter, Schusswaffen | Schiitische Moschee, Polizisten                            | 63 (+2) | 196       | Konflikt in Nordwest-Pakistan |
| 21. April 2022     | Afghanistan      | Masar-e Scharif | [ 531 ]                               | IS            | salafistisch, wahhabitisch | Sprengsatz                         | Moschee                                                    | 31      | 87        | Krieg in Afghanistan          |
| 22. April 2022     | Afghanistan      | Kundus          | [ 532 ]                               | vermutlich IS | salafistisch, wahhabitisch | Sprengsatz                         | Moschee                                                    | 33      | 43        | Krieg in Afghanistan          |
| 29. April 2022     | Afghanistan      | Kabul           | [ 533 ] [ 534 ]                       |               |                            | Selbstmordattentäter               | Moschee                                                    | 10-50+  | ~30       | Krieg in Afghanistan          |
| 17. August 2022    | Afghanistan      | Kabul           | [ 535 ]                               |               |                            | Selbstmordattentäter               | Moschee, Taliban-Geistlicher, Zivilisten                   | 21 (+1) | 33        | Krieg in Afghanistan          |
| 02. September 2022 | Afghanistan      | Herat           | [ 536 ]                               |               |                            | Selbstmordattentäter               | Sunnitische Moschee, Taliban-freundlicher Imam, Zivilisten | 18 (+1) | 23        | Krieg in Afghanistan          |
| 23. September 2022 | Afghanistan      | Kabul           | [ 537 ]                               |               |                            | Autobombe                          | Moschee                                                    | 7       | 41        | Krieg in Afghanistan          |
| 05. Oktober 2022   | Afghanistan      | Kabul           | [ 538 ]                               |               |                            | Selbstmordattentäter               | Moschee eines Regierungsministeriums                       | 4 (+1)  | 25        | Krieg in Afghanistan          |
| 26. Oktober 2022   | Iran             | Schiras         | [ 539 ]                               | IS            | salafistisch, wahhabitisch | Schusswaffen                       | Schah Tscheragh, schiitische Pilger                        | 15      | 40        |                               |

## 2023
| Datum/Beginn    | Betroffenes Land | Anschlag                   | Quellen         | Täter           | Politische Ausrichtung | Mittel               | Ziel                            | Tote     | Verletzte | Hintergrund                   |
| --------------- | ---------------- | -------------------------- | --------------- | --------------- | ---------------------- | -------------------- | ------------------------------- | -------- | --------- | ----------------------------- |
| 30. Januar 2023 | Pakistan         | Anschlag in Peschawar 2023 | [ 540 ] [ 541 ] | Jamaat-ul-Ahrar | islamistisch           | Selbstmordattentäter | Moschee, Polizisten, Zivilisten | 100 (+1) | 220+      | Konflikt in Nordwest-Pakistan |

## 2024
| Datum/Beginn     | Betroffenes Land | Anschlag                    | Quellen         | Täter | Politische Ausrichtung     | Mittel       | Ziel                             | Tote   | Verletzte | Hintergrund                   |
| ---------------- | ---------------- | --------------------------- | --------------- | ----- | -------------------------- | ------------ | -------------------------------- | ------ | --------- | ----------------------------- |
| 25. Februar 2024 | Burkina Faso     | Oudalan, nahe Fada N’Gourma | [ 542 ] [ 543 ] |       |                            | Schusswaffen | Kirche, Moschee, VDP-Milizionäre | 39+    | 2+        | Aufstand im Maghreb seit 2002 |
| 15. Juli 2024    | Oman             | Maskat                      | [ 544 ]         | IS    | salafistisch, wahhabitisch | Schusswaffen | Schiitische Moschee              | 6 (+3) | 30        |                               |